# Frédéric Pierucci
Frédéric Pierucci, (14 de janeiro de 1968) é um executivo francês. É um ex-gerente sênior da Alstom, acusado de corrupção pelo governo dos Estados Unidos em 2014. Ele foi preso e detido nos Estados Unidos por muitos anos, onde acredita ter sido mantido como um "refém econômico".
Sua história é frequentemente apresentada na França como um exemplo da diplomacia de reféns e da guerra econômica travada pelos Estados Unidos, inclusive contra seus supostos aliados. De fato, a prisão de Pierucci ocorreu enquanto o conglomerado multinacional americano General Electric negociava com a Alstom.

## Educação e carreira
Graduou-se no ISAE-ENSMA e no INSEAD, e recebeu um MBA pela Columbia University.
Durante os anos 2000, tornou-se diretor de marketing e vendas na seção «chaudières» da Alstom, uma grande empresa francesa de transporte e energia.

## Prisão nos Estados Unidos
A partir de 2009, as práticas da Alstom são questionadas pelo Departamento de Justiça dos Estados Unidos (DOJ), que violou a Lei de Práticas Corruptas Estrangeiras de 1977. Esta lei americana tem escopo extraterritorial. Na época, a Alstom parecia cooperar com o processo.
Em 2010, o DOJ abriu uma investigação sobre as práticas comerciais da Alstom, especialmente em um acordo de 2003 na Indonésia no valor de 118 milhões de dólares.
Em 13 de abril de 2013, Frédéric Pierucci foi preso no Aeroporto Internacional John F. Kennedy, em Nova York. Ele foi acusado de cegueira intencional da suspeita de corrupção de sua empresa. Imediatamente após sua prisão, ele foi solicitado a se tornar um informante do FBI dentro da Alstom, uma oferta que ele recusou. Assim, ele foi mantido sob custódia e negou a liberdade sob fiança.
Ele foi demitido da Alstom em 20 de setembro de 2013, e assim deixou de se beneficiar de sua assistência judicial.
Ele passou 14 meses em instalações prisionais de alta segurança. Em abril de 2014, soube que a seção de energia da Alstom foi vendida para a empresa americana General Electric. Isso o fez concluir que sua prisão, negação de fiança e prisão continuada eram parte de uma estratégia de guerra econômica e diplomacia de reféns. Ele se auto-descreve como um "refém econômico".
O governo francês havia inicialmente bloqueado a aquisição da Alstom pela General Electric. Mas após a renúncia de Arnaud Montebourg como Ministro da Economia e finanças, ele foi substituído por Emmanuel Macron, que cedeu e aprovou a venda. Pierucci foi solto sob fiança durante a mesma semana da compra.
Em setembro de 2017, um tribunal de Connecticut condenou Pierucci a dois anos e meio de prisão.